# رودولفو فيرو
رودولفو فيرو (بالإسبانية: Rodolfo Fierro)‏ هو عسكري مكسيكي، ولد في 1880 في ولاية سينالوا في المكسيك، وتوفي في 13 أكتوبر 1915 في نويفو كاساس غرانديس في المكسيك.

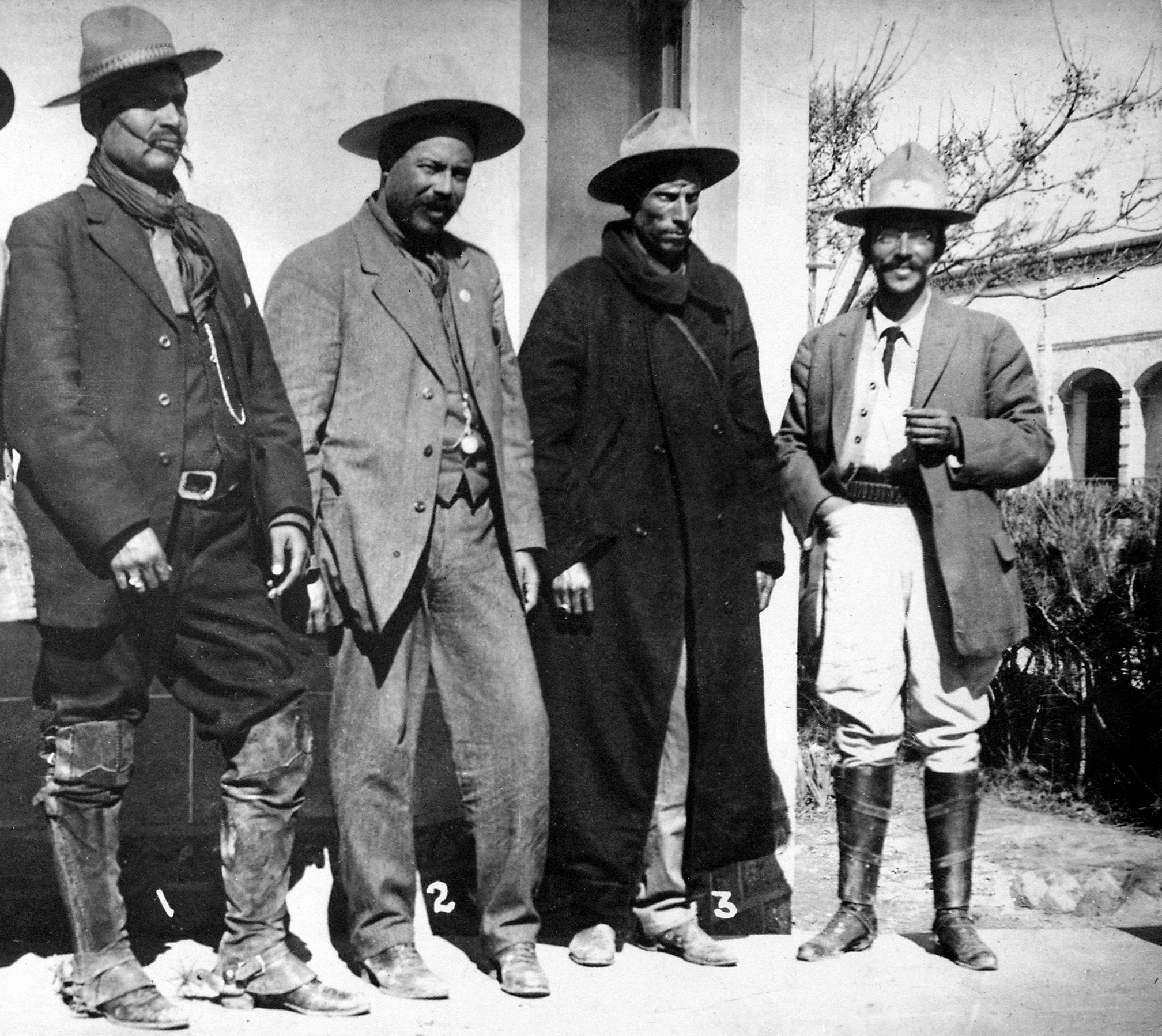
(من اليسار إلى اليمين) الجنرال رودولفو فيرو، بانشو فيا، الجنرال توريبيو أورتيغا راميريز، العقيد ميدينا